# Lysianassidae
Los lisianásidos (Lysianassidae) son una familia de crustáceos malacostráceos del orden de los anfípodos. En marzo de 2010 se halló un ejemplar de esta familia a casi 200 m de profundidad bajo el hielo de la Antártida, lo que fue una gran sorpresa para los científicos que creían que en esas condiciones solo podían existir microorganismos.

## Clasificación
Se reconocen los siguientes géneros agrupados en cuatro subfamilias:
- Ambasia Boeck, 1871
- Ambasiella Schellenberg, 1935
- Martensia Barnard & Karaman, 1991
- Prachynella J.L. Barnard, 1963
- Subfamilia Conicostomatinae Lowry & Stoddart, 2012
  - Acontiostoma Stebbing, 1888
  - Amphorites Lowry & Stoddart, 2012
  - Conicostoma Lowry & Stoddart, 1983
  - Ocosingo J.L. Barnard, 1964
  - Scolopostoma Lowry & Stoddart, 1983
  - Stomacontion Stebbing, 1899
- Subfamilia Lysianassinae Dana, 1849
  - Aruga Homes, 1908
  - Arugella Pirlot, 1936
  - Azotostoma J.L. Barnard, 1965
  - Bonassa Barnard & Karaman, 1991
  - Concarnes Barnard & Karaman, 1991
  - Dartenassa Barnard & Karaman, 1991
  - Dissiminassa Barnard & Karaman, 1991
  - Kakanui Lowry & Stoddart, 1983
  - Lucayarina Clark & Barnard, 1985
  - Lysianassa Milne-Edwards, 1830
  - Lysianassina A. Costa, 1867
  - Lysianella G.O. Sars, 1882
  - Lysianopsis Holmes, 1903
  - Macronassa Barnard & Karaman, 1991
  - Nannonyx Sars, 1890
  - Parawaldeckia Stebbing, 1910
  - Pardia Ruffo, 1987
  - Phoxostoma K.H. Barnard, 1925
  - Pronannonyx Schellenberg, 1953
  - Pseudambasia Stephensen, 1927
  - Riwo Lowry & Stoddart, 1995
  - Shoemakerella Pirlot, 1936
  - Socarnella Walker, 1904
  - Socarnes Boeck, 1871
  - Socarnoides Stebbing, 1888
  - Socarnopsis Chevreux, 1911
  - Tantena Ortiz, Lalana & Varela, 2007
  - Thaumodon Lowry & Stoddart, 1995
  - Parambasia Walker & Scott, 1903 (nomen dubium)
- Subfamilia Waldeckiinae[4] Lowry & Kilgallen, 2014
  - Waldeckia Chevreux, 1907
- Subfamilia Tryphosinae Lowry & Stoddart, 1997
  - Allogaussia Schellenberg, 1926
  - Aristiopsis J.L. Barnard, 1961
  - Bruunosa Barnard & Karaman, 1987
  - Cedrosella Barnard & Karaman, 1987
  - Cheirimedon Stebbing, 1888
  - Coximedon Barnard & Karaman, 1991
  - Elimedon J.L. Barnard, 1962
  - Falklandia De Broyer, 1985
  - Glorieusella Kilgallen & Lowry, 2014
  - Gronella Barnard & Karaman, 1991
  - Hippomedon Boeck, 1871
  - Lepidepecreoides K.H. Barnard, 1931
  - Lepidepecreum Bate & Westwood, 1868
  - Lepiduristes Barnard & Karaman, 1987
  - Metambasia Stephensen, 1923
  - Microlysias Stebbing, 1918
  - Onesimoides Stebbing, 1888
  - Orchomene Boeck, 1871
  - Orchomenella Sars, 1890
  - Orchomenopsis G.O. Sars, 1895
  - Orchomenyx De Broyer, 1984
  - Orenoquia Bellan-Santini, 1997
  - Ottenwalderia Jaume & Wagner, 1998
  - Paracentromedon Chevreux & Fage, 1925
  - Paralysianopsis Schellenberg, 1931
  - Paratryphosites Stebbing, 1899
  - Paronesimoides Pirlot, 1933
  - Photosella Lowry & Stoddart, 2011
  - Psammonyx Bousfield, 1973
  - Pseudokoroga Schellenberg, 1931
  - Pseudonesimoides Bellan-Santini & Ledoyer, 1974
  - Pseudonesimus Chevreux, 1926
  - Pseudorchomene Schellenberg, 1926
  - Rhinolabia Ruffo, 1971
  - Rifcus Kudrjaschov, 1965
  - Rimakoroga Barnard & Karaman, 1987
  - Schisturella Norman, 1900
  - Stephensenia Schellenberg, 1928
  - Thrombasia J.L. Barnard, 1966
  - Tryphosa Boeck, 1871
  - Tryphosella Bonnier, 1893
  - Tryphosites G.O. Sars, 1895
  - Tryphosoides Schellenberg, 1931
  - Wecomedon Jarrett & Bousfield, 1982